# Einwinkel (Naturschutzgebiet)
Einwinkel ist ein mit Verordnung des Regierungspräsidiums Tübingen vom 14. Mai 1990 ausgewiesenes Naturschutzgebiet mit der Nummer 4.167.

## Lage
Das Naturschutzgebiet befindet sich in den Naturräumen Mittlere Kuppenalb und Mittlere Flächenalb. Es liegt auf der Hochfläche der Schwäbischen Alb etwa 1500 Meter nordwestlich des Ortsteils Genkingen der Gemeinde Sonnenbühl. Es ist sowohl Teil des FFH-Gebiets Nr. 7620-343 Albtrauf zwischen Mössingen und Gönningen als auch des Vogelschutzgebiets Nr. 7422-441 Mittlere Schwäbische Alb. Das Naturschutzgebiet liegt vollständig im Biosphärengebiet Schwäbische Alb.

## Schutzzweck
Laut Verordnung ist der wesentliche Schutzzweck die Erhaltung der extensiv genutzten Hochwiese mit einer Vielzahl seltener, gefährdeter, wärme- und trockenheitsliebender Pflanzenarten, der mit den Pflanzengesellschaften eng verbundenen Fauna und der kulturhistorischen Bedeutung der einmähdigen Magerwiese als Rest früherer Bewirtschaftungsweise.

## Flora

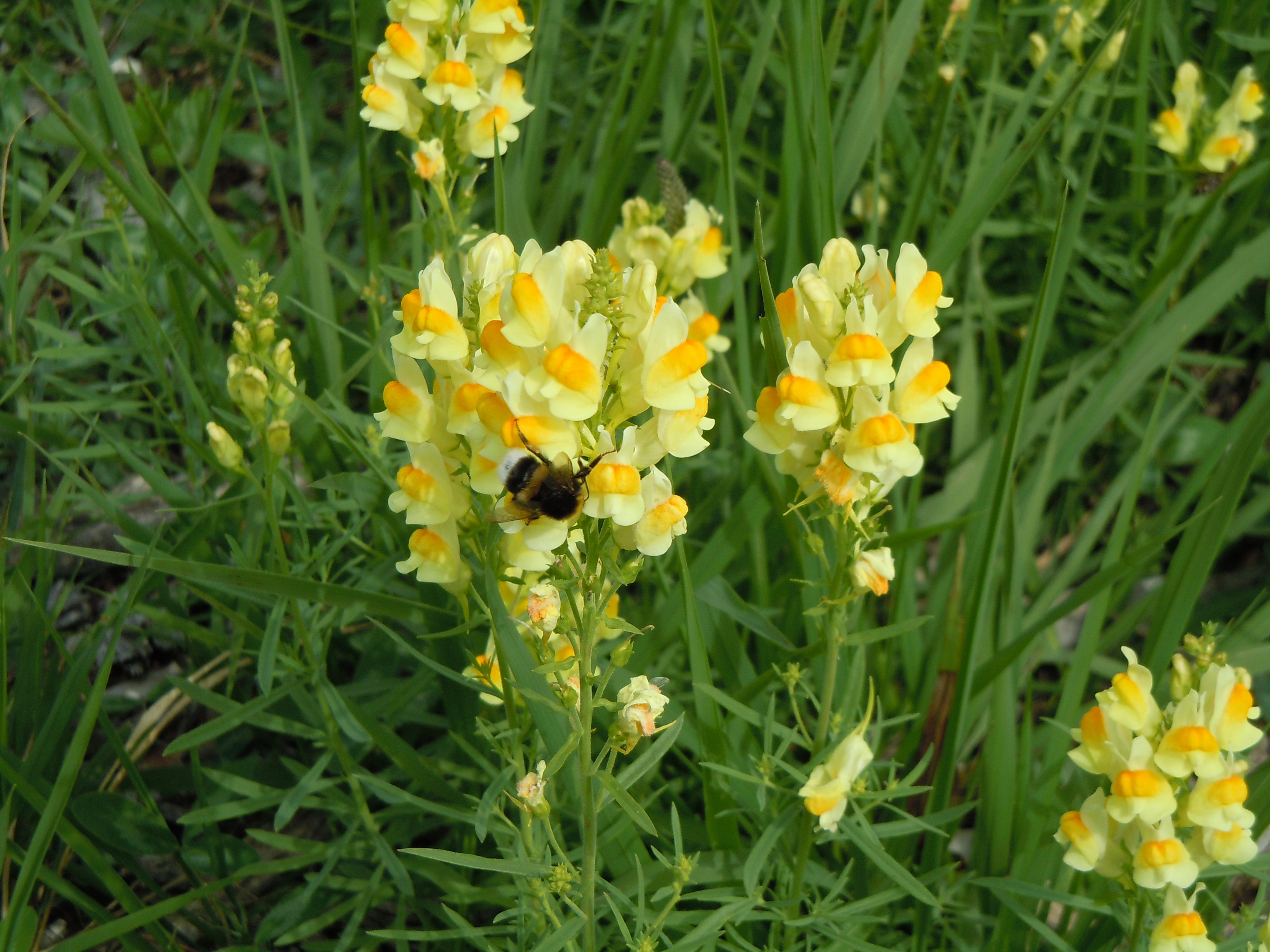
Echtes Leinkraut (Linaria vulgaris)

Am Standort kommen die Orchideenarten Männliches Knabenkraut, Kleines Knabenkraut und Brand-Knabenkraut vor. Weiterhin sind verschiedene Enziane und die Kleine Traubenhyazinthe zu finden.